# Bánfihegy
Bánfihegy (horvátul: Banfi) falu Horvátországban, Muraköz megyében. Közigazgatásilag Stridóvárhoz tartozik.

## Fekvése
Csáktornyától 18 km-re északnyugatra, községközpontjától, Stridóvártól 1 km-re északra, a szlovén határ mellett fekszik.

## Története
Eredetileg Stridóvár szőlőhegye volt és csak a 20. századtól lett önálló falu. Nevét az egykori birtokos alsólendvai Bánffy családról kapta.
A településnek 1910-ben 743, túlnyomórészt horvát lakosa volt. A trianoni békeszerződésig Zala vármegye Csáktornyai járásához tartozott. 2001-ben 344 lakosa volt.

## Külső hivatkozások
- A Stridóvári turisztikai hivatal honlapja
- Stridóvár a Muraköz információs portálján
- Tóth Zsuzsanna: A Bánffyak a magyar történelemben